# Equazione fratta
Un'equazione si definisce frazionaria (o fratta) se è composta da almeno una frazione algebrica o, più semplicemente, se l'incognita {\displaystyle x} compare a denominatore. Un'equazione frazionaria univariata è della forma:
{\displaystyle {\frac {P(x)}{Q(x)}}=0,}
dove {\displaystyle P(x)} e {\displaystyle Q(x)} sono polinomi generici, in questo caso, nella variabile {\displaystyle x.}

## Grado
Il grado di ogni polinomio che si trova al denominatore della frazione algebrica deve essere sempre maggiore di zero, altrimenti l'equazione si trasformerebbe in un'equazione intera. A esempio, data l'equazione:
{\displaystyle {1 \over 4x-2}=0,}
il grado del denominatore è {\displaystyle 1.}

## Risoluzione
La procedura risolutiva è la seguente:
- si riducono i denominatori dell'equazione a fattori irriducibili (o, come si suol dire, "ai minimi termini") mediante fattorizzazione, utilizzando i prodotti notevoli e i raccoglimenti;
- si trovano le condizioni di esistenza dell'equazione, imponendo che ciascun fattore al denominatore sia diverso da zero;
- si effettuano passaggi algebrici affinché si possa avere una o più equazioni equivalenti a quella di partenza (cioè equazioni che hanno lo stesso insieme delle soluzioni);
- si riduce il tutto a una semplice equazione intera;
- si cerca la soluzione.

## Campo di esistenza
Il campo di esistenza è l'insieme dei valori dell'incognita (o incognite) per i quali la frazione non perde significato. A esempio, se in {\displaystyle {\frac {1}{x-1}}=0} il valore di {\displaystyle x} fosse {\displaystyle 1,} allora si avrebbe come denominatore {\displaystyle 0} e la frazione non avrebbe significato. È quindi necessario porre come campo di esistenza {\displaystyle x\neq 1.}

## Esempio
Data l'equazione fratta:
{\displaystyle {6 \over {x^{2}-9}}+{1 \over {x+3}}={1 \over 2},}
notare anzitutto che dovrà essere {\displaystyle x\neq \pm 3.} Moltiplicando entrambi i membri per il minimo comune multiplo {\displaystyle 2(x^{2}-9),} si ottiene così l'equazione di secondo grado:
{\displaystyle 12+2(x-3)=(x^{2}-9)\,\Rightarrow \,x^{2}-2x-15=0,}
che ha le due soluzioni {\displaystyle x=5} e {\displaystyle x=-3.} La seconda soluzione, però, annulla i due denominatori dell'equazione originale, e pertanto deve essere scartata. Quindi l'unica soluzione dell'equazione originale è {\displaystyle x=5.}